# Pałac w Kaźmierzowie
Pałac w Kaźmierzowie – wybudowany pod koniec XVII w.

## Położenie
Pałac położony jest we wsi Kaźmierzów w Polsce, w województwie dolnośląskim, w powiecie polkowickim, w gminie Polkowice.

## Historia
Obiekt jest częścią zespołu pałacowego, w skład którego wchodzi jeszcze park.